# Phanxicô thành Paola
Thánh Phanxicô thành Paola (tiếng Ý: Francesco di Paola, 27 tháng 3, 1416 – 2 tháng 4, 1507) là một tu sĩ ẩn tu thuộc Giáo hội Công giáo Rôma, người sáng lập Dòng Anh Em Rất Hèn Mọn (Minimes).

## Tiểu sử
Phanxicô sinh tại Paola, một ngôi làng nhỏ thuộc Calabria nước Ý vào năm 1416. Cha mẹ của Phanxicô là những người rất nghèo nhưng đạo đức và khiêm tốn. Tuy kết hôn đã lâu mà chưa có con, ông bà đã nguyện xin thánh Phanxicô thành Assisi cầu bầu lên Thiên Chúa để được ban ơn cứu giúp. Sau khi sinh hạ một đứa con trai, họ tin là nhờ công lao của thánh Phanxicô thành Assisi nên đã đặt tên cho con trai mình là Phanxicô.
Từ thuở nhỏ, Phanxicô đã đi học ở trường của các cha Dòng Phanxicô và tiếp xúc với cuộc sống tu trì của nhà dòng này. Tuy chưa thực hiện lời khấn dòng nhưng Phanxicô đã thể hiện đời sống mẫu mực của mình khiến cho các tu sĩ trong dòng rất cảm kích và muốn giữ cậu bé này ở trong dòng. Vào năm 15 tuổi, Phanxicô cùng cha mẹ đi hành hương đến Roma. Cuộc hành hương này tạo nên một bước ngoặt lớn cho cuộc đời Phanxicô, khiến cho Phanxicô chuyển đến sống riêng trong một cái hang với mong muốn làm một ẩn sĩ và dâng hiến cuộc đời mình cho Thiên Chúa.
Năm 20 tuổi, lý tưởng của Phanxicô đã lay động được nhiều bạn trẻ, và họ tìm đến với anh để xin gia nhập. Nhóm của Phanxicô lập thành 3 phòng và một nhà nguyện gần hang Phanxicô trú ẩn để cầu nguyện mỗi ngày. Về sau, người dân thành Paola đã xây cất cho Phanxicô và các môn đệ của ngài một ngôi thánh đường và một tu viện để trở thành Dòng Anh Em Rất Hèn Mọn. Phanxicô dạy các môn đệ của mình sống khiêm tốn, quảng đại và thực hành nhiều việc đền tội. Chính bản thân Phanxicô là mẫu gương cho các nhân đức mà mình đã giảng dạy.

## Các điển tích
Vua Louis XI của Pháp là người luôn bị ám ảnh sợ chết nên đã mời Phanxicô đến làm phép lạ cứu mình. Phanxicô giải thích cho ông rằng: cuộc sống của vua chúa cũng có giới hạn như bao người khác. Lệnh của Thiên Chúa không thể xoay đổi được, tốt hơn cả là hãy vâng theo ý Chúa và dọn mình chết lành. Nhà vua nghe vậy đã mềm lòng và chấp nhận chết cách an bình trong vòng tay của Phanxicô.